# Пен Хилс (Пенсилванија)
Пен Хилс (енгл. Penn Hills) град је у америчкој савезној држави Пенсилванија.

## Демографија
По попису из 2000. године број становника је 46.809.
| Група             | 2000.          | 2010.    |
| Белци             | 34.295 (73,3%) | 0 (0,0%) |
| Афроамериканци    | 11.347 (24,2%) | 0 (0,0%) |
| Азијати           | 255 (0,5%)     | 0 (0,0%) |
| Хиспаноамериканци | 297 (0,6%)     | 0 (0,0%) |
| Укупно            | 46.809         | 0        |